# Saint-Hilaire-de-Briouze
Saint-Hilaire-de-Briouze ist eine französische Gemeinde mit 299 Einwohnern (Stand: 1. Januar 2022) im Département Orne in der Region Normandie (vor 2016 Basse-Normandie). Sie gehört zum Arrondissement Argentan und zum Kanton Athis-Val de Rouvre (bis 2015 Briouze). 

## Geographie
Saint-Hilaire-de-Briouze liegt etwa 25 Kilometer westsüdwestlich vom Stadtzentrum von Argentan. Umgeben wird Saint-Hilaire-de-Briouze von den Nachbargemeinden Saint-André-de-Briouze im Norden, Putanges-le-Lac im Norden und Nordosten, Les Yveteaux im Osten, Montreuil-au-Houlme im Osten und Südosten, Faverolles im Süden, Lignou im Südwesten sowie Pointel im Westen.

## Bevölkerungsentwicklung
| 1962                      | 1968 | 1975 | 1982 | 1990 | 1999 | 2006 | 2011 | 2016 |
| ------------------------- | ---- | ---- | ---- | ---- | ---- | ---- | ---- | ---- |
| 389                       | 377  | 365  | 325  | 303  | 262  | 281  | 303  | 317  |
| Quelle: Cassini und INSEE |      |      |      |      |      |      |      |      |

## Sehenswürdigkeiten
- Kirche Saint-Hilaire  aus dem 19. Jahrhundert

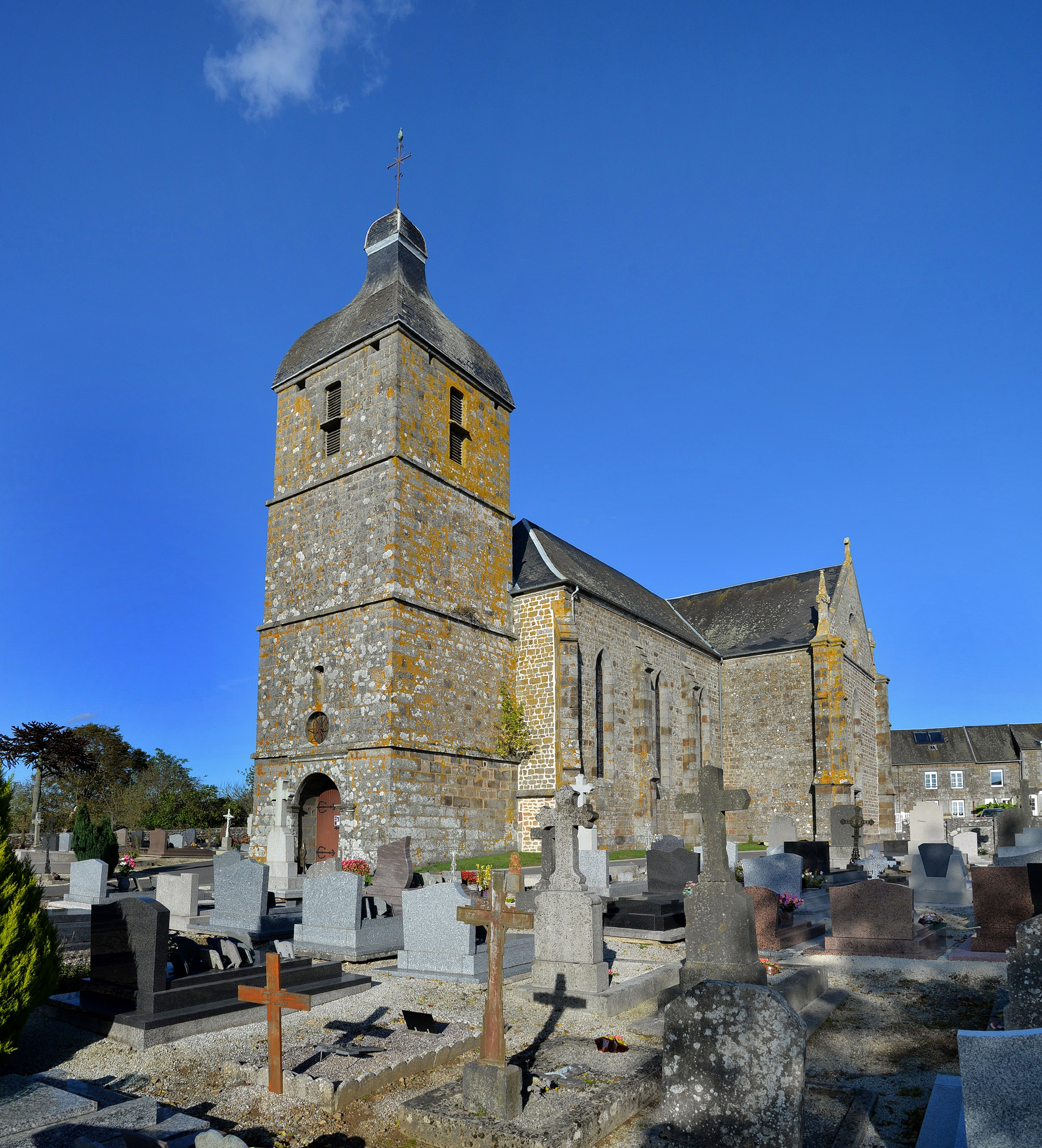
Kirche Saint-Hilaire